# Betevé
Betevé (tidigare Barcelona Televisió, stiliserat som betevé) är en spansk lokal-TV-kanal, verksam i delar av Katalonien. Den ägs av Barcelonas kommun och drivs av ett kommunalägt bolag. Kanalen startades 1994, i samband med att ett antal televisionsprojekt i olika delar av kommunen slogs samman, och etablerades i sin nuvarande utformning tre år senare. Kanalen sänder främst nyheter, kultur- och samhällsprogram. Kanalinnehållet produceras på katalanska och distribueras via marksänd digital-TV över Barcelonaregionen. Dessutom är det fritt tillgängligt över Internet.

## Historia
Kanalen startade sin verksamhet 3 november 1994, under namnet Barcelona Televisió. Förkortningen BTV kom därefter att användas mycket, och logotypen var länge ett vitt B inuti en fyrkantigt stiliserad pratbubbla.
2017 bytte man namn till Betevé (stiliserat som betevé) och koncentrerade programutbudet än mer på katalanska nyheter och samhällsinformation.

## Bildgalleri

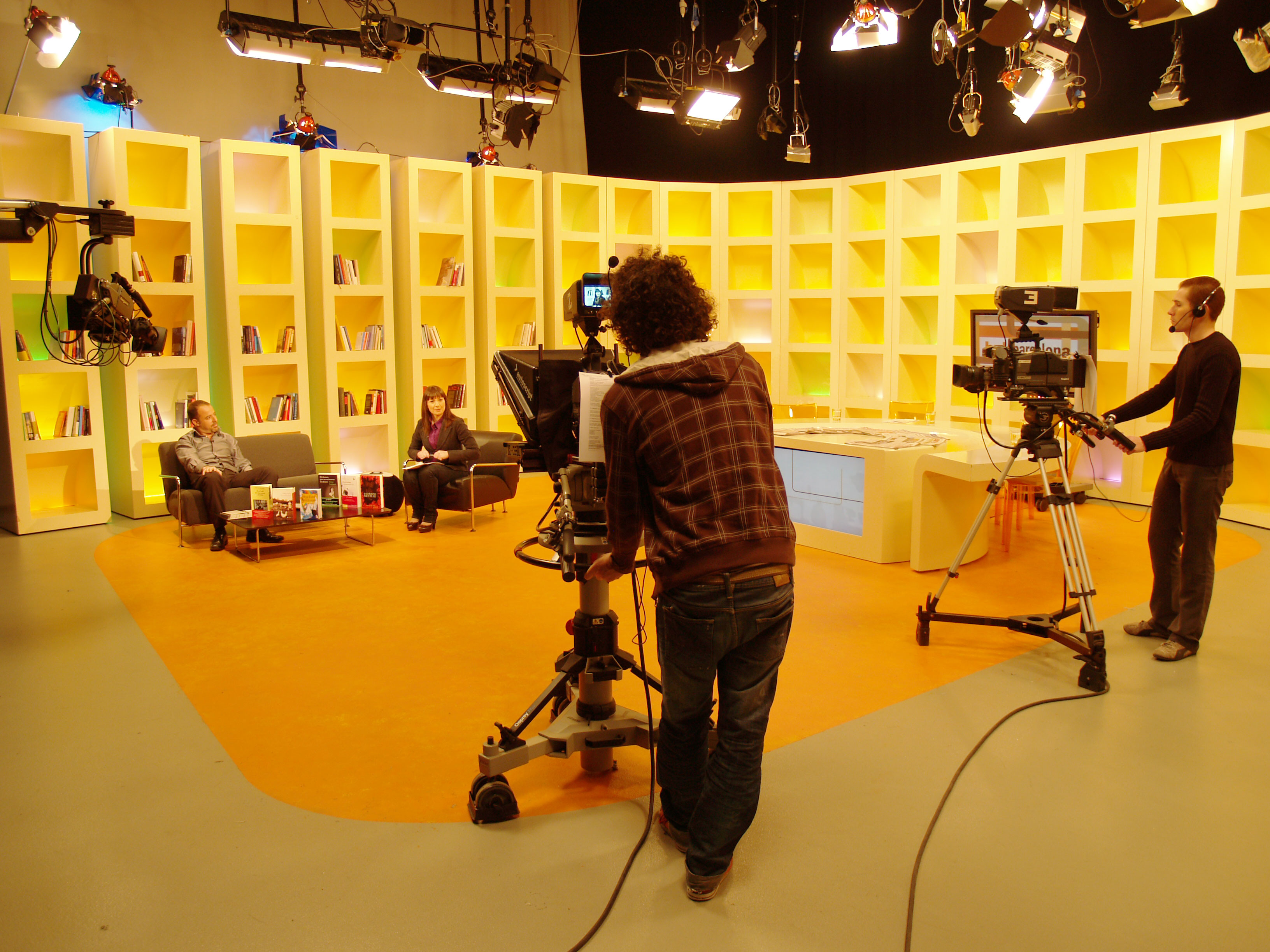
Programinspelning (2009).
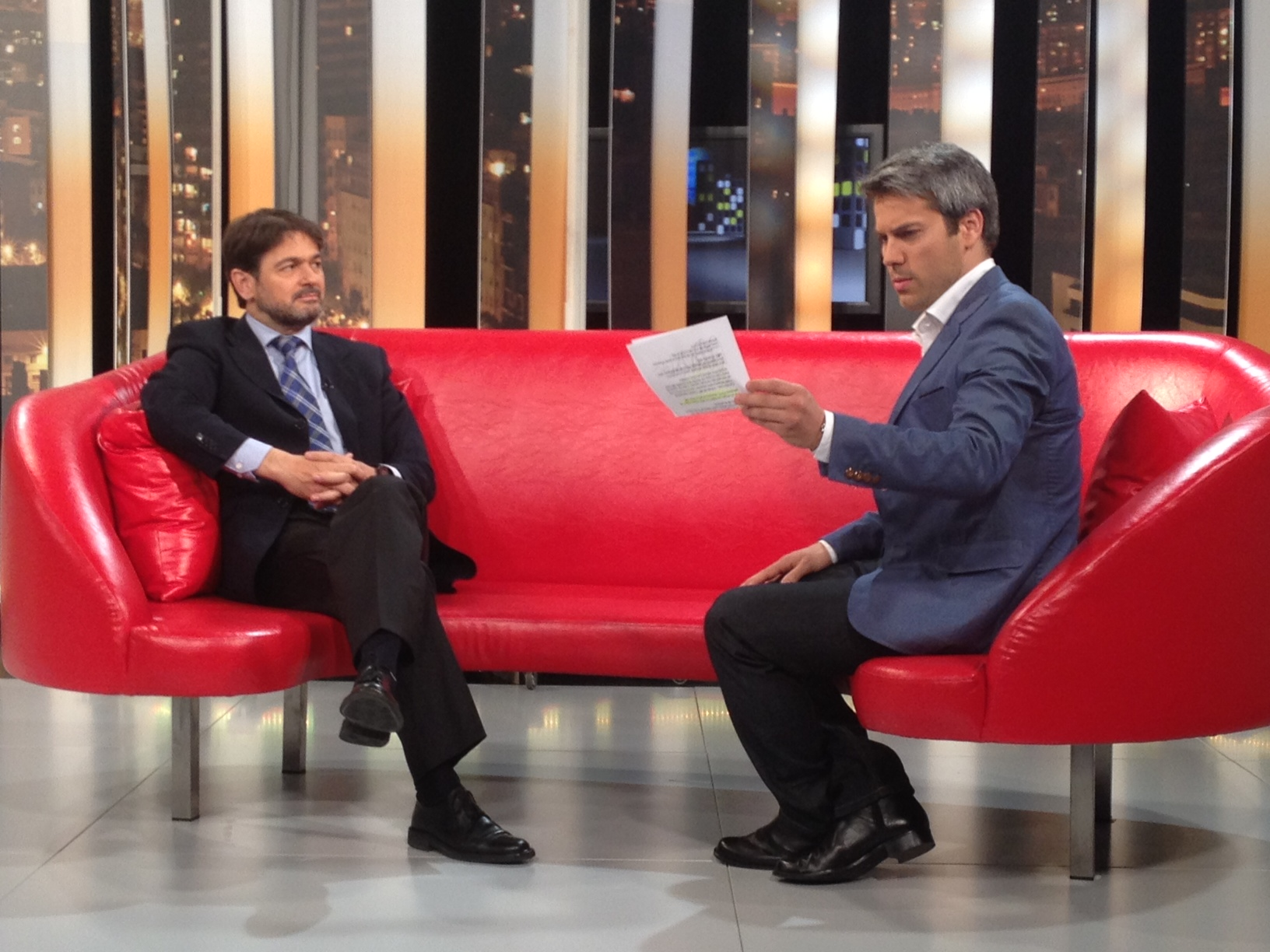
Programmet la Rambla (2012).
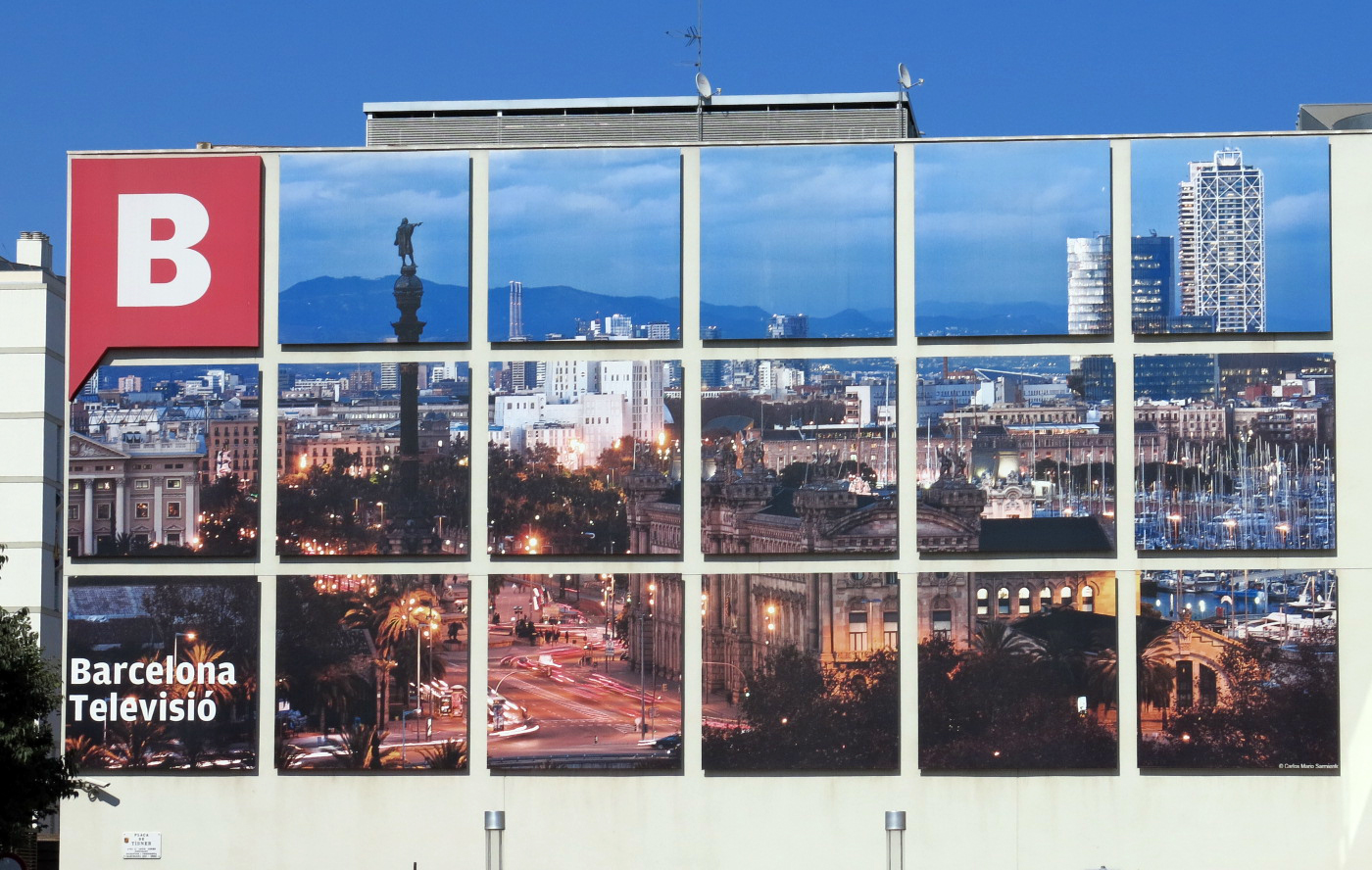
Fasad vid produktionslokaler (Plaça Tisner, 2013), med dåvarande kanallogotyp.
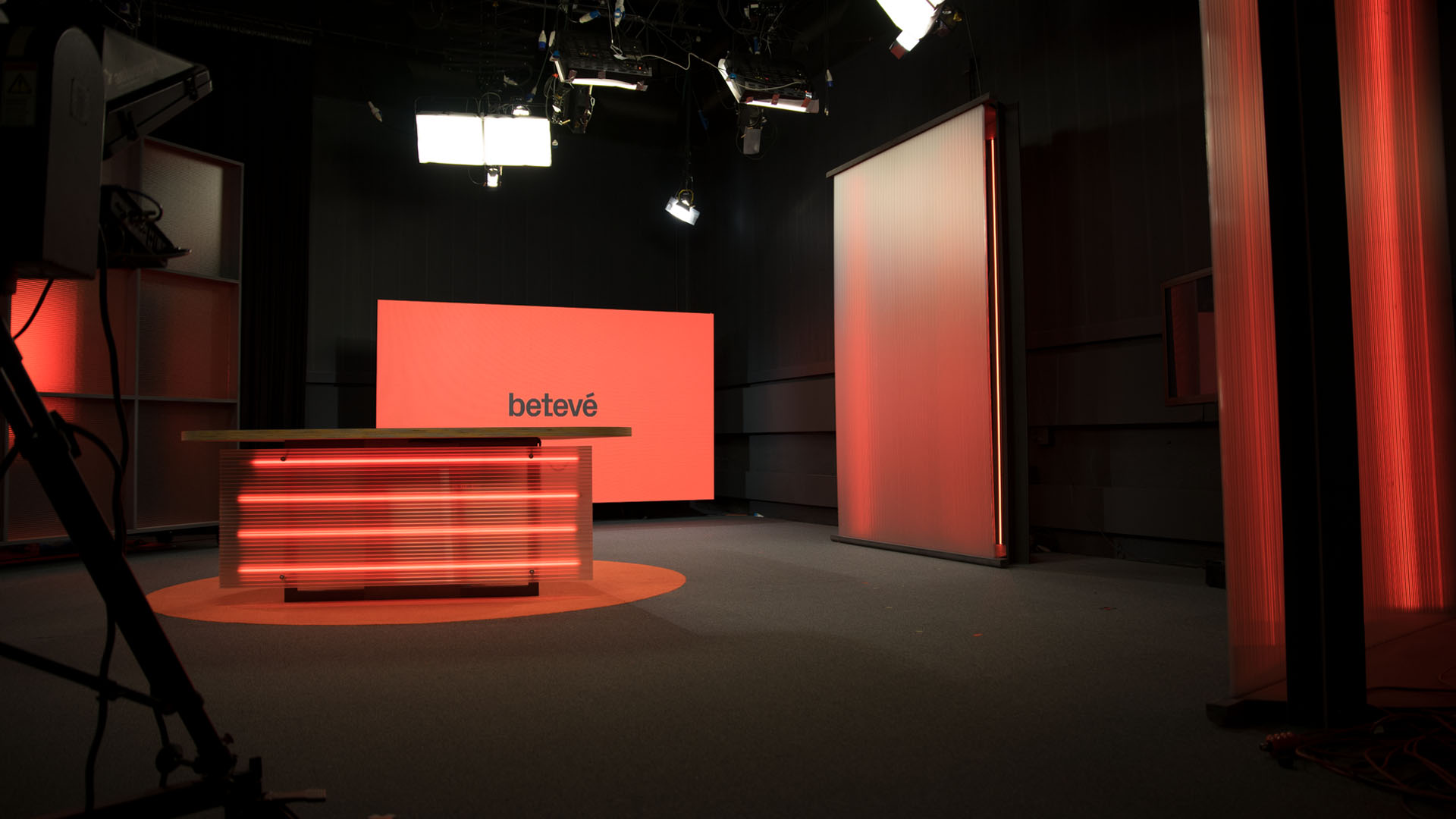
Nyhetsstudion (januari 2017).
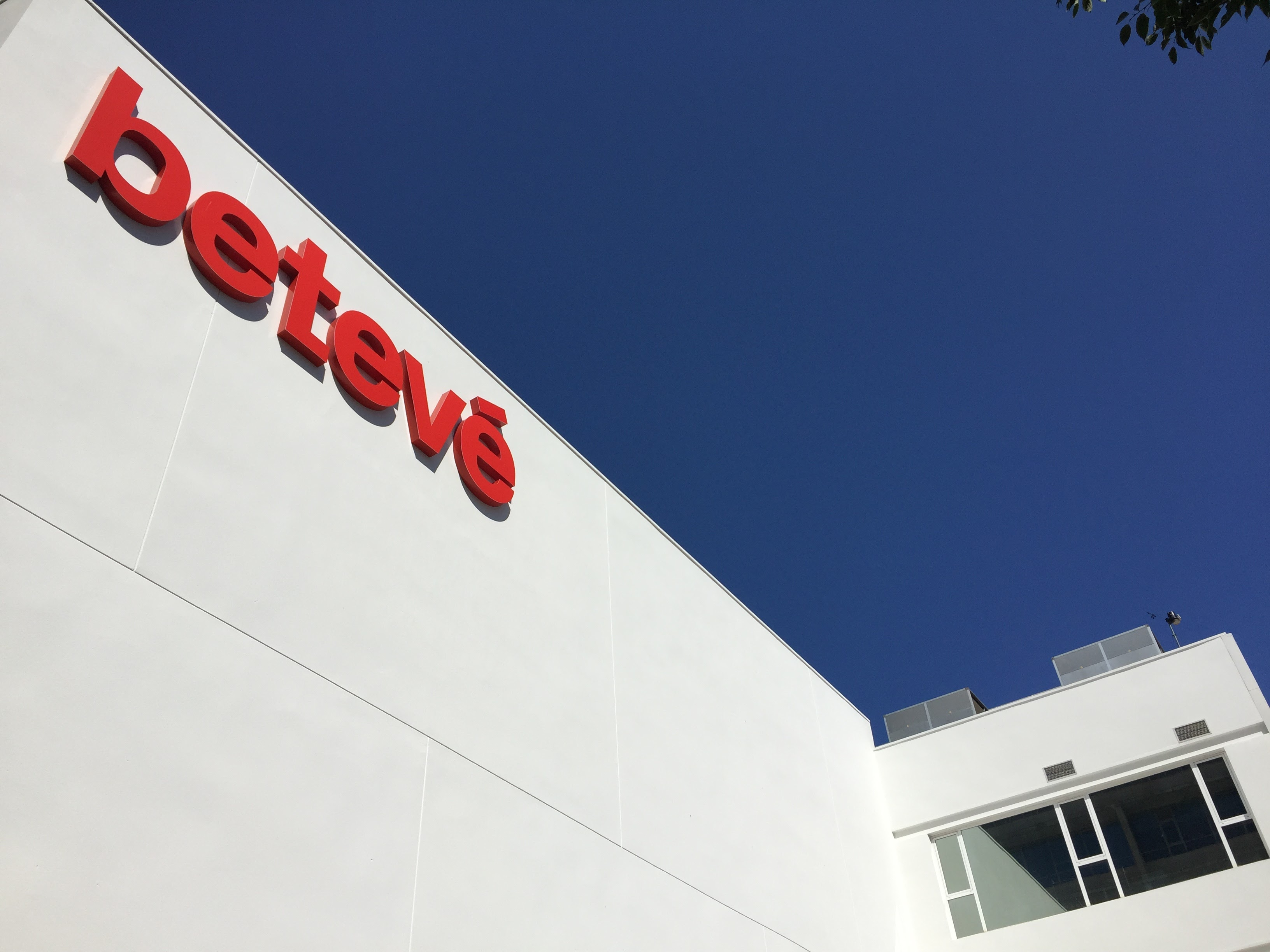
Produktionslokalerna för Betevé och systerkanalen Betevé 91FM (radio).